# Largo do Apoio

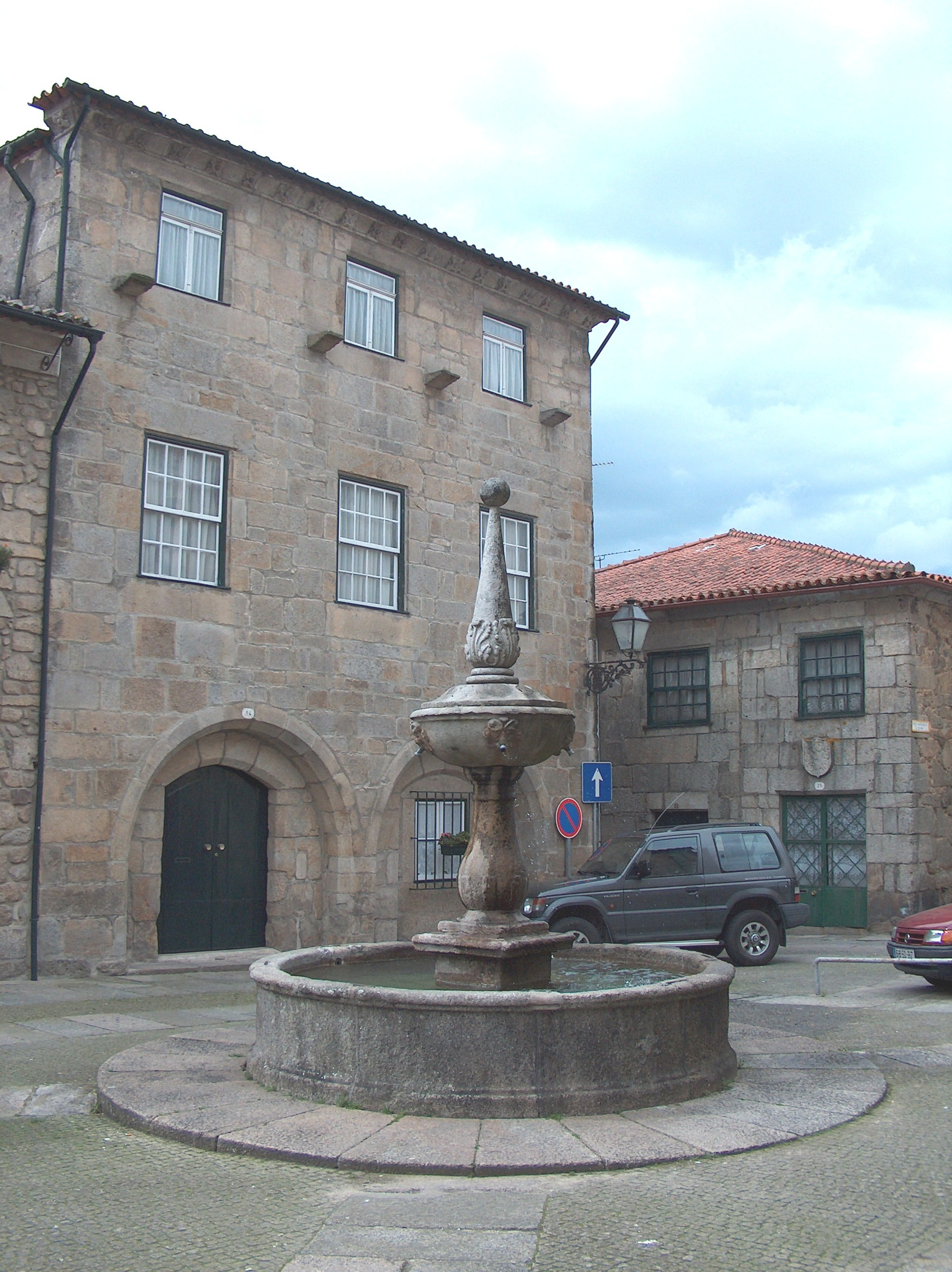
Largo do Apoio em Barcelos.

O Largo do Apoio foi o primeiro largo existente em Barcelos.
No centro deste largo podemos ainda hoje ver um chafariz desenhado por João Lopes.
À volta do largo existem várias casas senhoriais: a Casa dos Carmonas, a Casa do Alferes de Barcelos e a Casa do Condestável.

## Chafariz
O chafariz foi edificado em 1621, provavelmente pelo Mestre Pedreiro João Lopes.

## Estátua de D. Nuno de Santa Maria
Em 2012 foi instalada no largo uma estátua em bronze de mais de dois metros em homenagem ao santo D. Nuno de Santa Maria.
A cerimónia inaugurativa foi a 4 de Novembro de 2012. A homenagem é promovida pela Santa Casa da Misericórdia de Barcelos.
A estátua, só por si orçada em 56 mil euros foi esculpida por Fernando Almeida e Pedro Barbosa e arquitectada por Pedro Correia Martins e Filipe Russel.
O largo foi alvo de arranjos exteriores da responsabilidade da câmara.